# Johann Georg Hirschstötter
Johann Georg Hirschstötter oder Johann Georg Hirschstetter (* um 1700; † nach 1757) war im 18. Jahrhundert kurfürstlicher Hofbaumeister („Hofmaurermeister“) in Landshut. Er plante und erbaute in Landshut und Umgebung viele Kirchengebäude im Stile des Spätbarock und Rokoko. Als sein Hauptwerk gilt die Pfarrkirche St. Peter und Paul in Gündlkofen. Über seine Lebensumstände ist nichts Näheres bekannt. Seine Verwandtschaftsbeziehung zu anderen Maurermeistern namens Hirschstötter/Hirschstetter, zum Beispiel Johann Lorenz Hirschstötter, ist ungeklärt.

## Bauwerke
(kein Anspruch auf Vollständigkeit)
- Gaindorf, Stadt Vilsbiburg: Neubau des Pfarrhofes (1719/1720)[3]
- Adlkofen: Neubau der Pfarrkirche St. Thomas (1722–1724)
- Landshut: Neubau des Heilig-Geist-Spitals (1722–1728)
- Landshut: Umgestaltung des Innenraumes der Abteikirche Mariä Himmelfahrt des Zisterzienserinnenklosters Seligenthal (1732–1734)
- Rotthalmünster: Aufstockung des Turmes und Erweiterung des nördlichen Seitenschiffes der Pfarrkirche Mariä Himmelfahrt (1733)[4]
- Hellring, Markt Langquaid: Neubau der Wallfahrtskirche St. Ottilia (1733–1735)[5]
- Parnkofen, Markt Pilsting: Neubau der Filialkirche St. Ottilia (1736)
- Adldorf, Markt Eichendorf: Neubau der Pfarrkirche Mariä Empfängnis (1736–1737)[5]
- Abens, Markt Au in der Hallertau: Neubau der Wallfahrtskirche Mariä Geburt (1738–1740)
- Landshut: Neubau des sog. „Monischlösschens“ mit ehem. Kapelle (1738)
- Niederleierndorf, Markt Langquaid: Neubau der Wallfahrtskirche Mariä Himmelfahrt unter Einbeziehung des mittelalterlichen Turmes (1740)
- Westen, Markt Mallersdorf-Pfaffenberg: Aufstockung des Turmes der Pfarrkirche Mariä Opferung (1741) – zugeschrieben
- Oberhatzkofen, Stadt Rottenburg an der Laaber: Neubau der Pfarrkirche Mariä Himmelfahrt (1743) – zugeschrieben
- Gündlkofen, Gemeinde Bruckberg: Neubau der Pfarrkirche St. Peter (1746–1756)
- Hofendorf, Gemeinde Neufahrn in Niederbayern: Neubau der Pfarrkirche St. Andreas (1747)
- Bruckbach, Markt Essenbach: Neubau der Filialkirche St. Johannes der Täufer, um 1750 – zugeschrieben
- Pattendorf, Stadt Rottenburg an der Laaber: barocker Ausbau der Filialkirche St. Walburga, um 1750
- Trieching, Markt Pilsting: Neubau der Filialkirche St. Peter und Paul (1750–1752)
- Reichersdorf, Gemeinde Vilsheim: Neubau der Filialkirche St. Georg (1752) – zugeschrieben[6]
- Oberotterbach, Stadt Rottenburg an der Laaber: Neubau der Wallfahrtskirche St. Leonhard (1753–1756)
- Schaltdorf, Stadt Rottenburg an der Laaber: Neubau der Filialkirche St. Nikolaus (1757)[7]

## Bilder

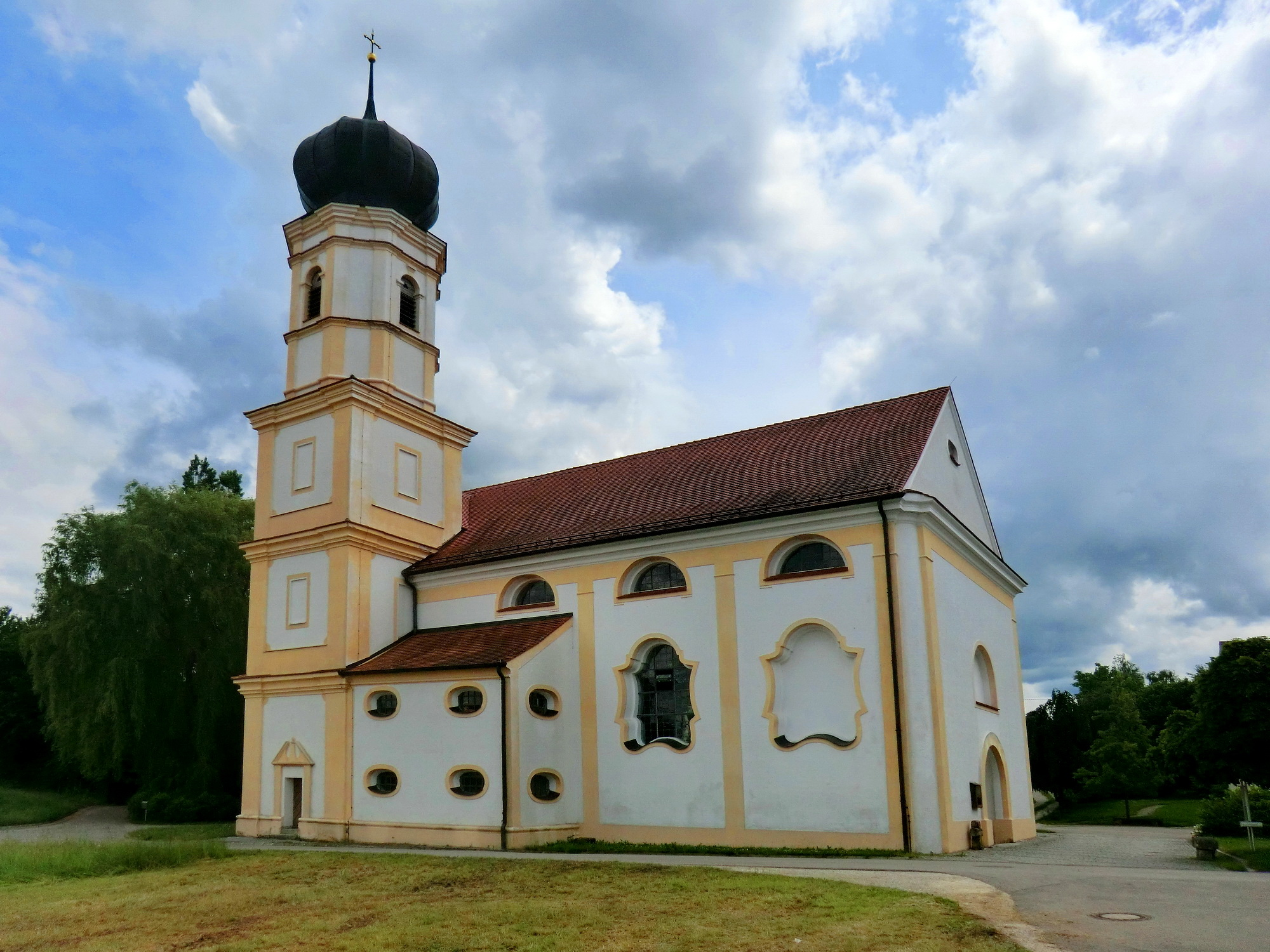
Wallfahrtskirche St. Ottilia, Hellring
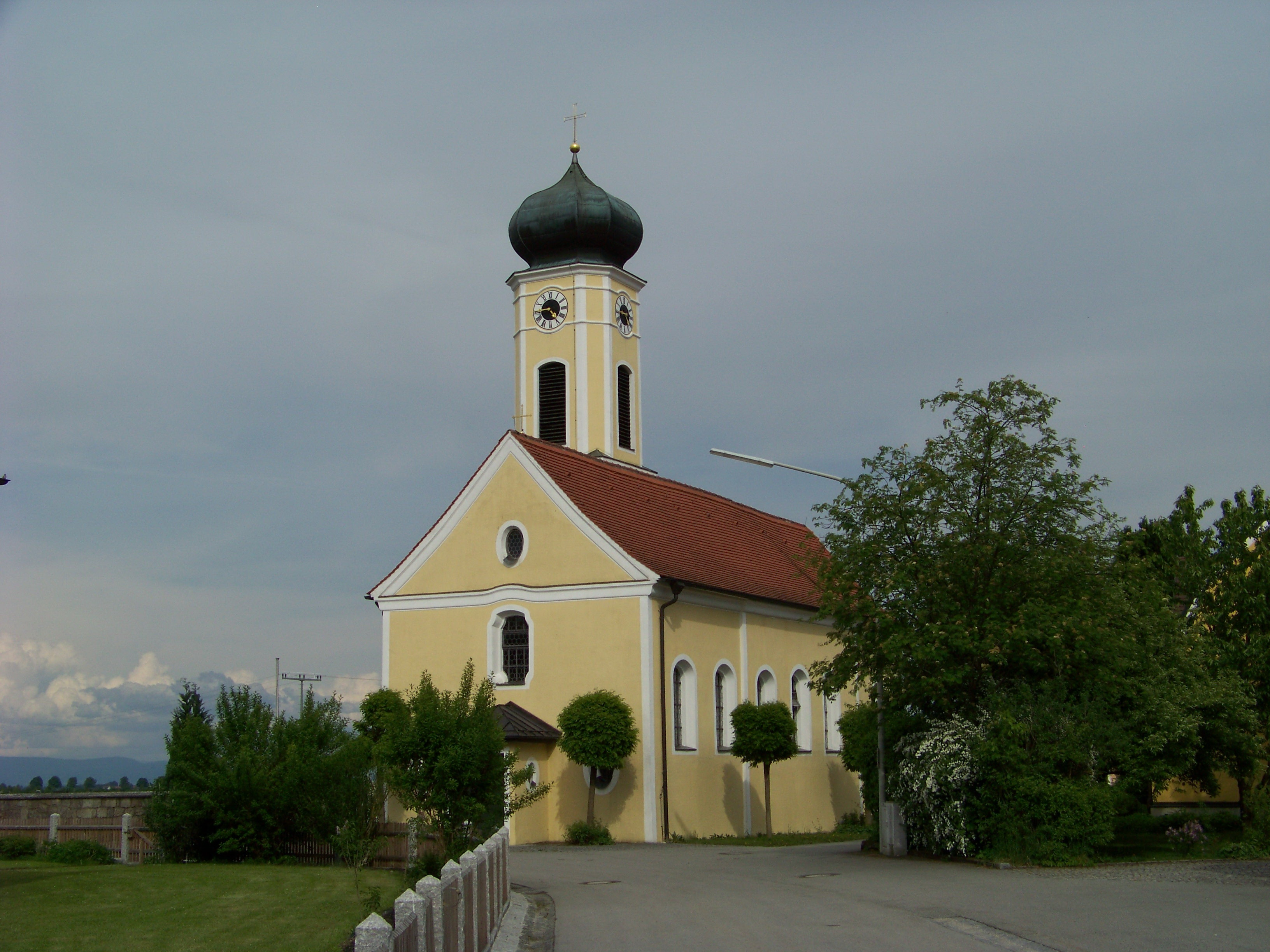
Filialkirche St. Ottilia, Parnkofen
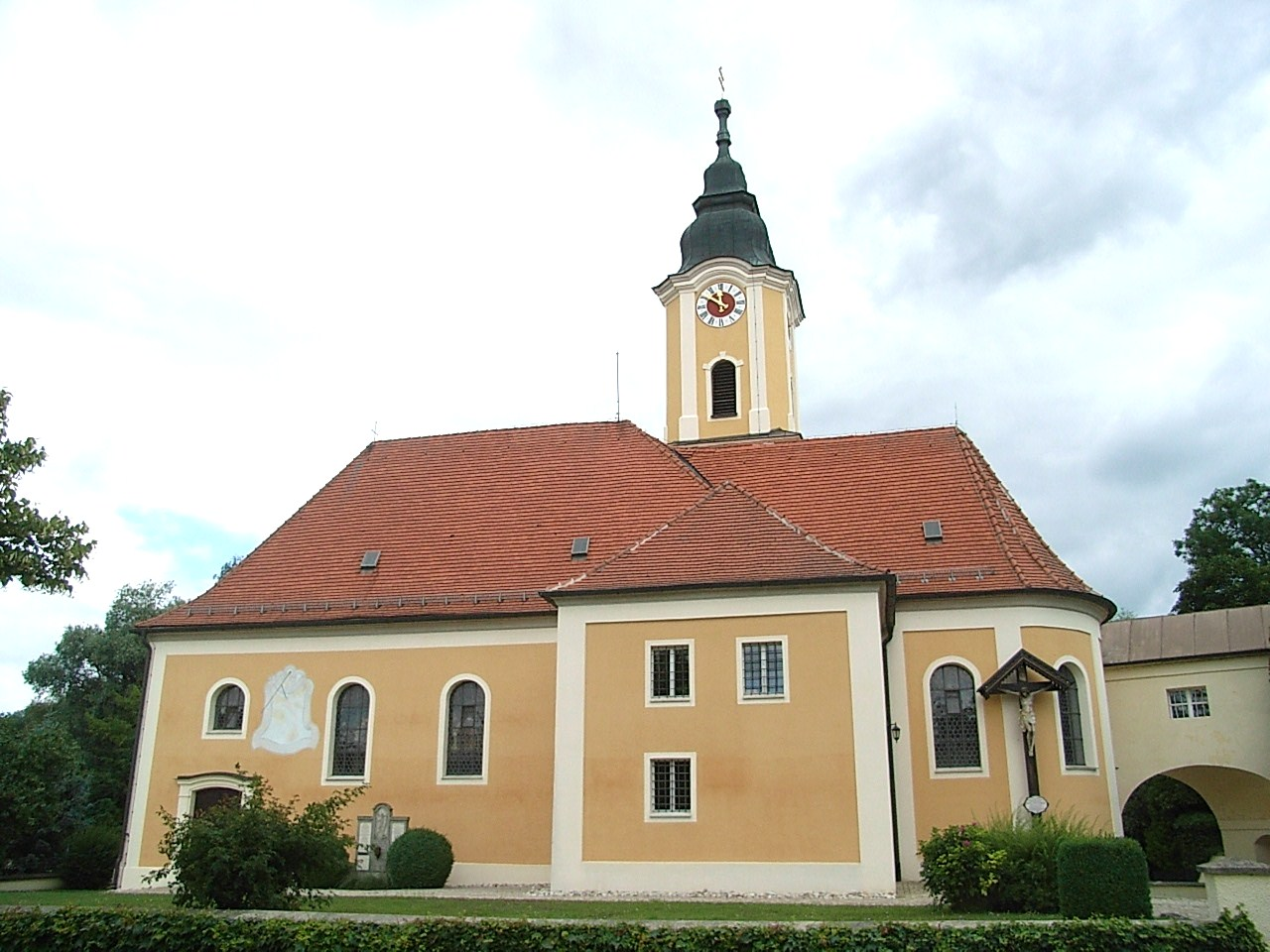
Pfarrkirche Mariä Empfängnis, Adldorf
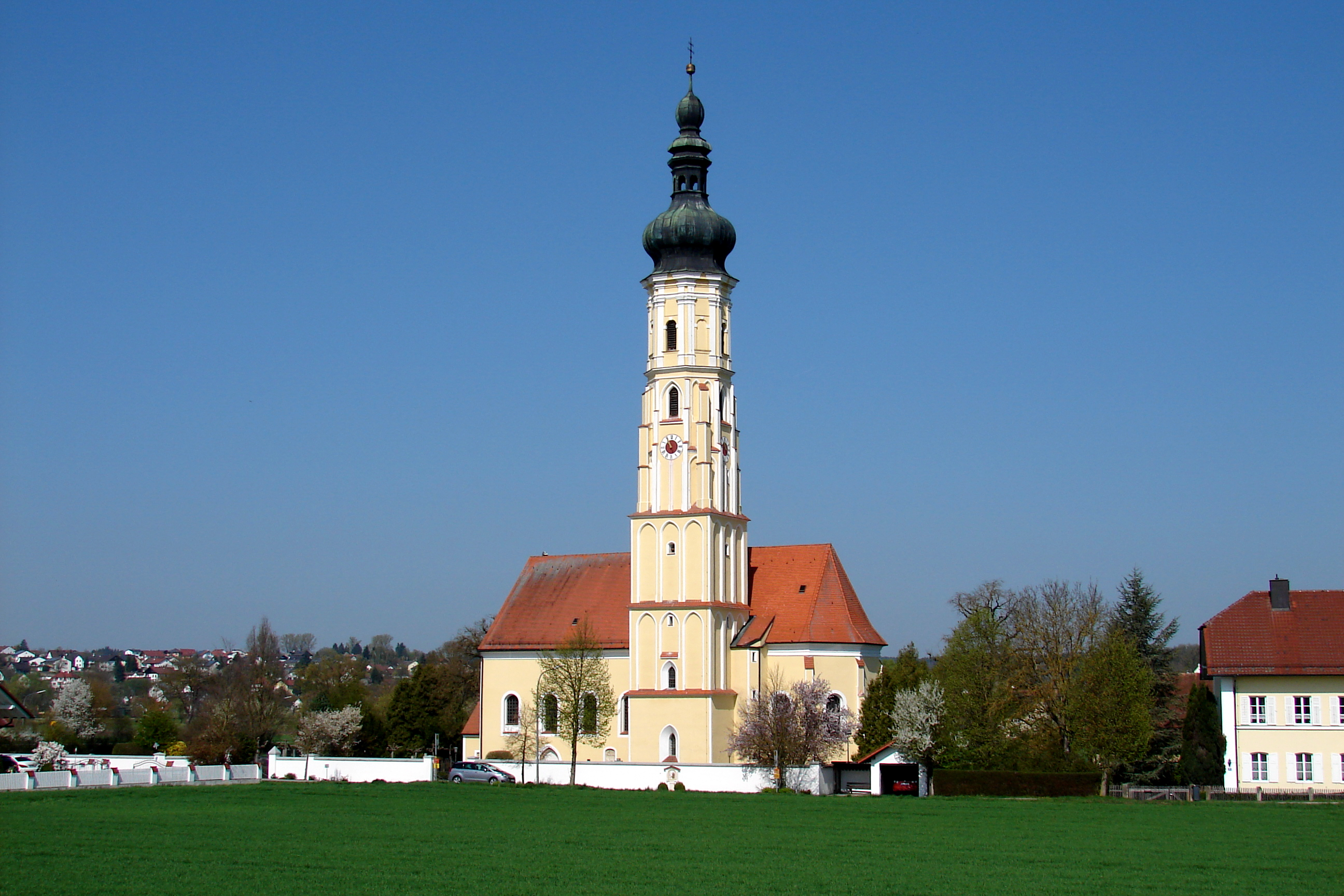
Pfarrkirche Mariä Opferung, Westen
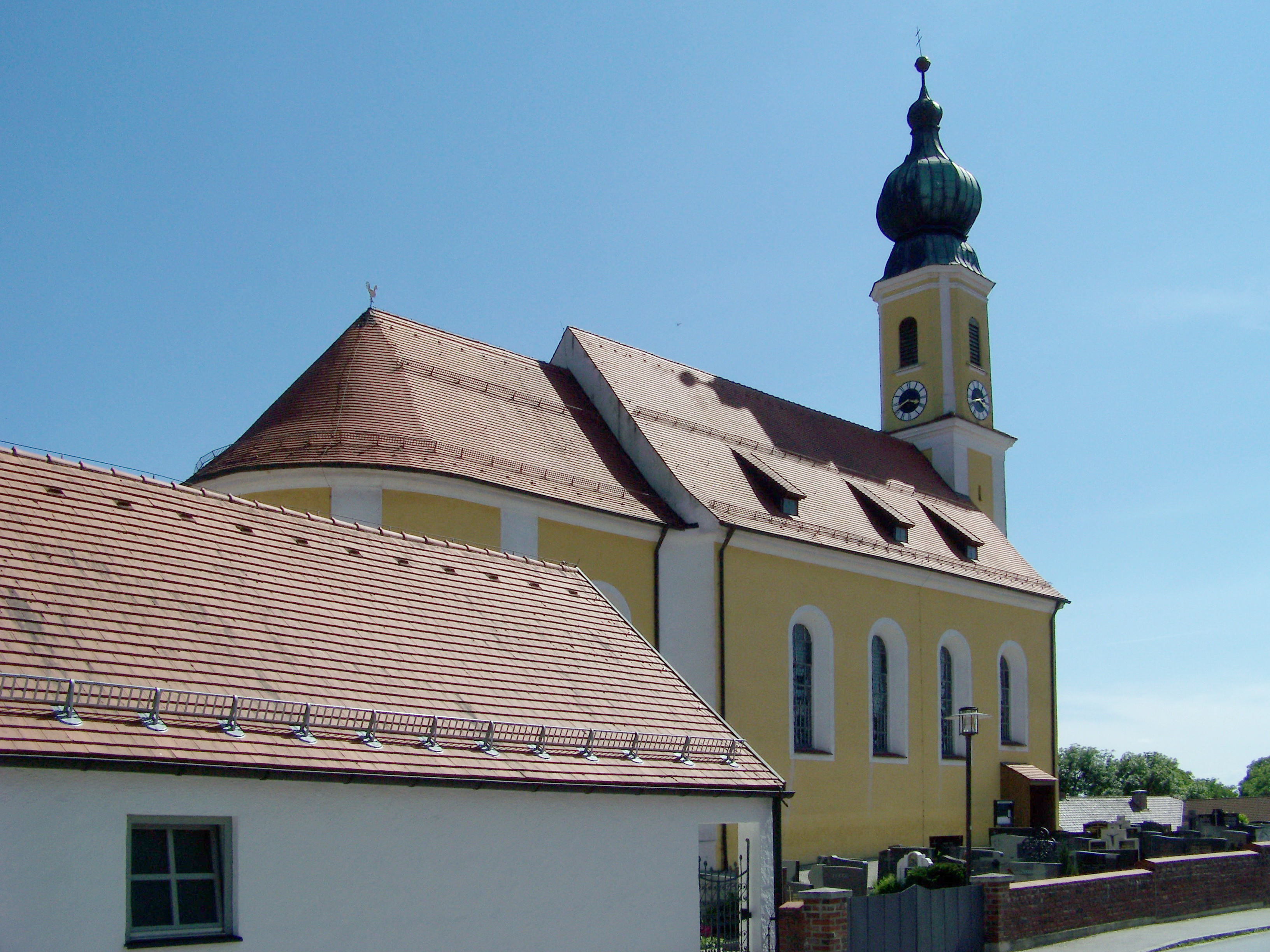
Pfarrkirche St. Peter und Paul, Gündlkofen
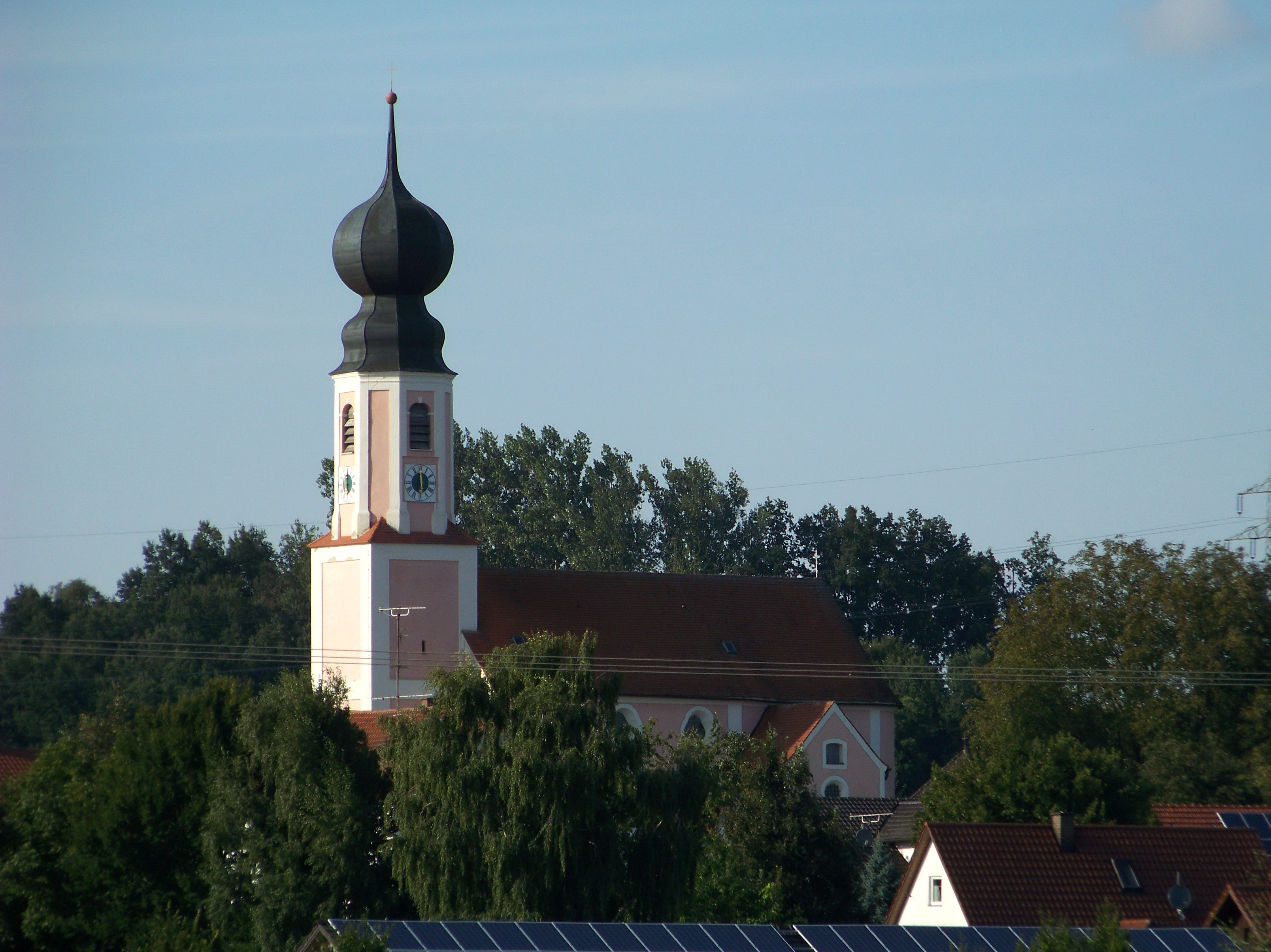
Pfarrkirche St. Andreas, Hofendorf
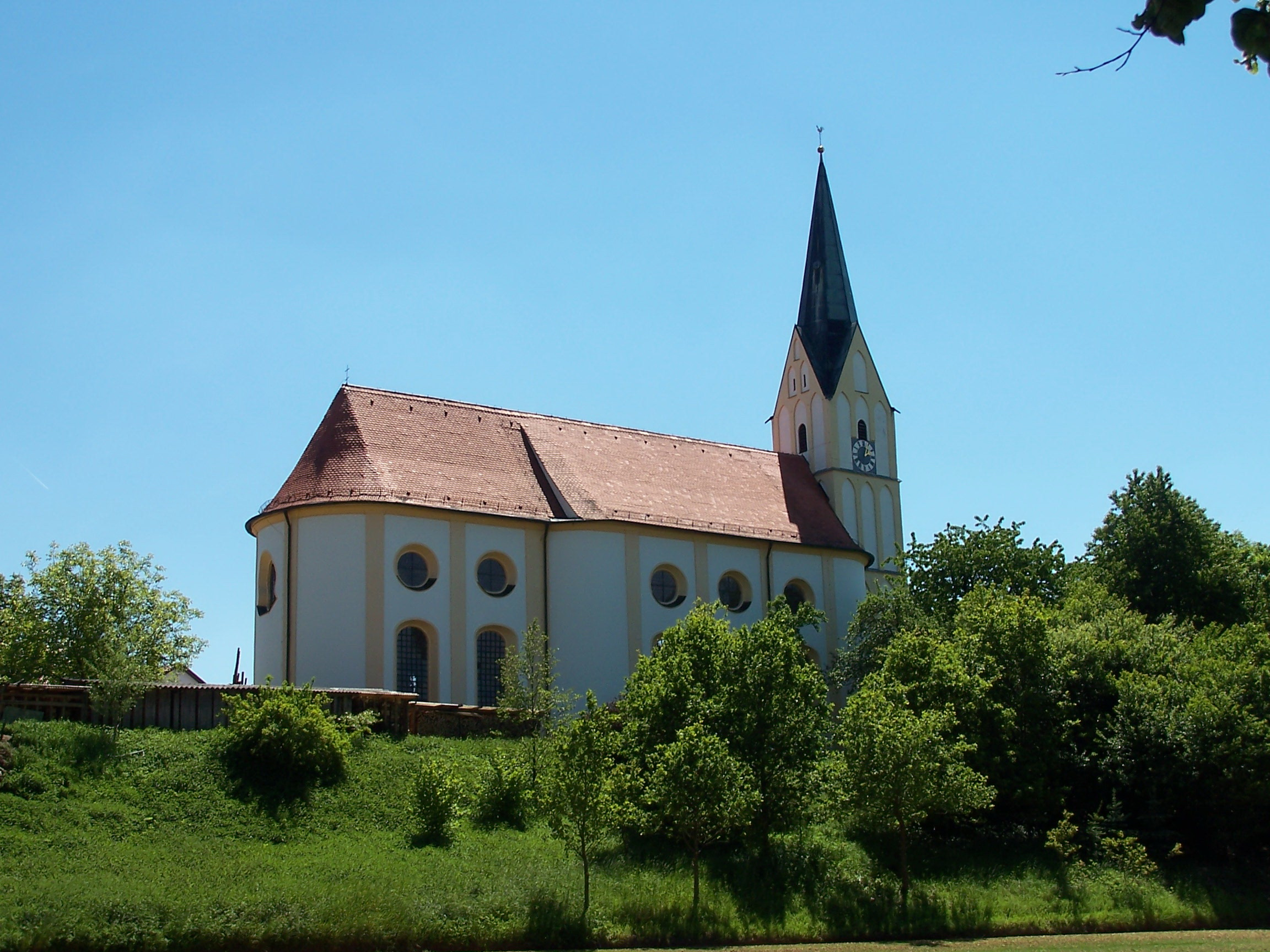
Wallfahrtskirche St. Leonhard, Oberotterbach
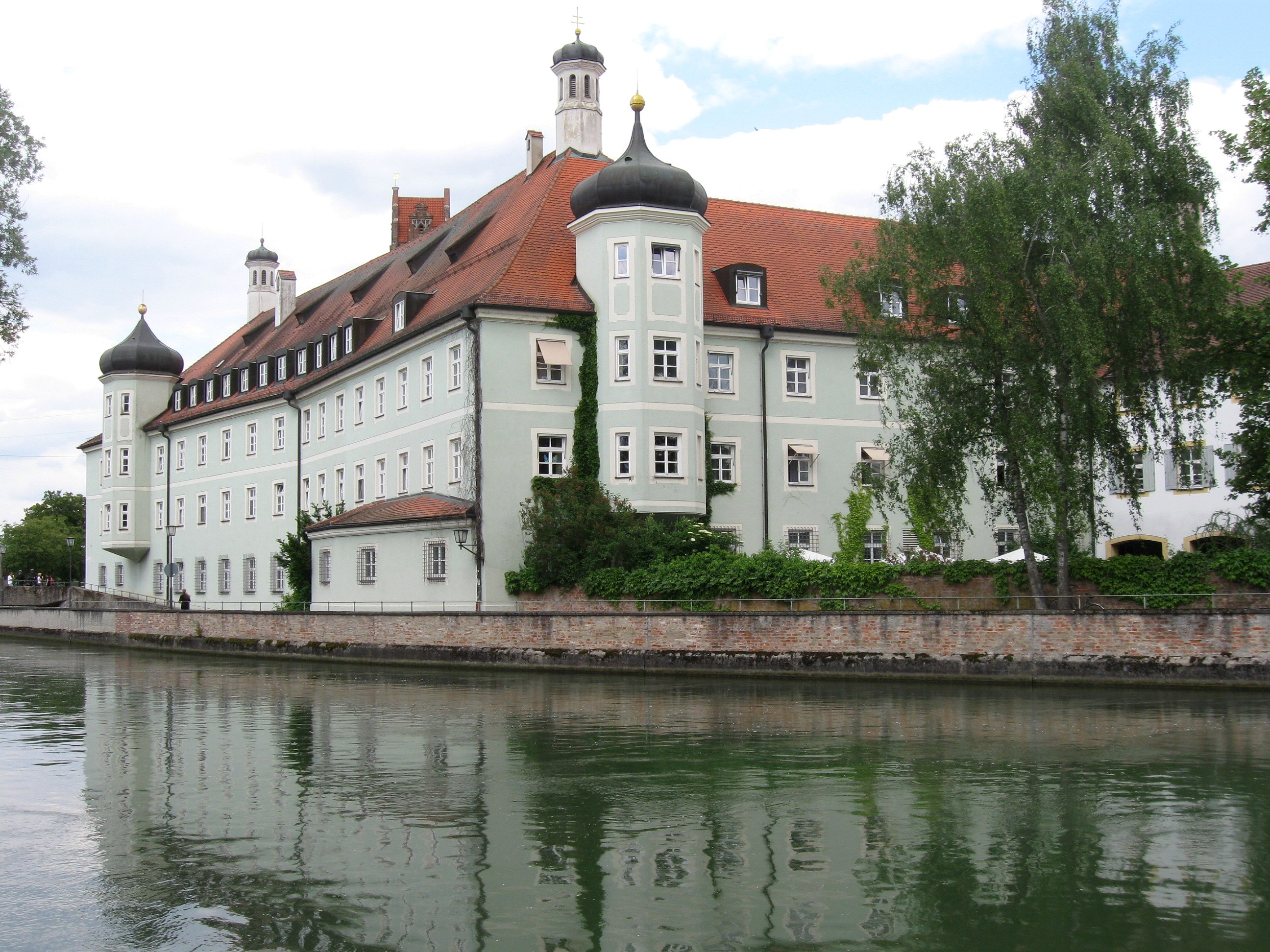
Heilig-Geist-Spital, Landshut
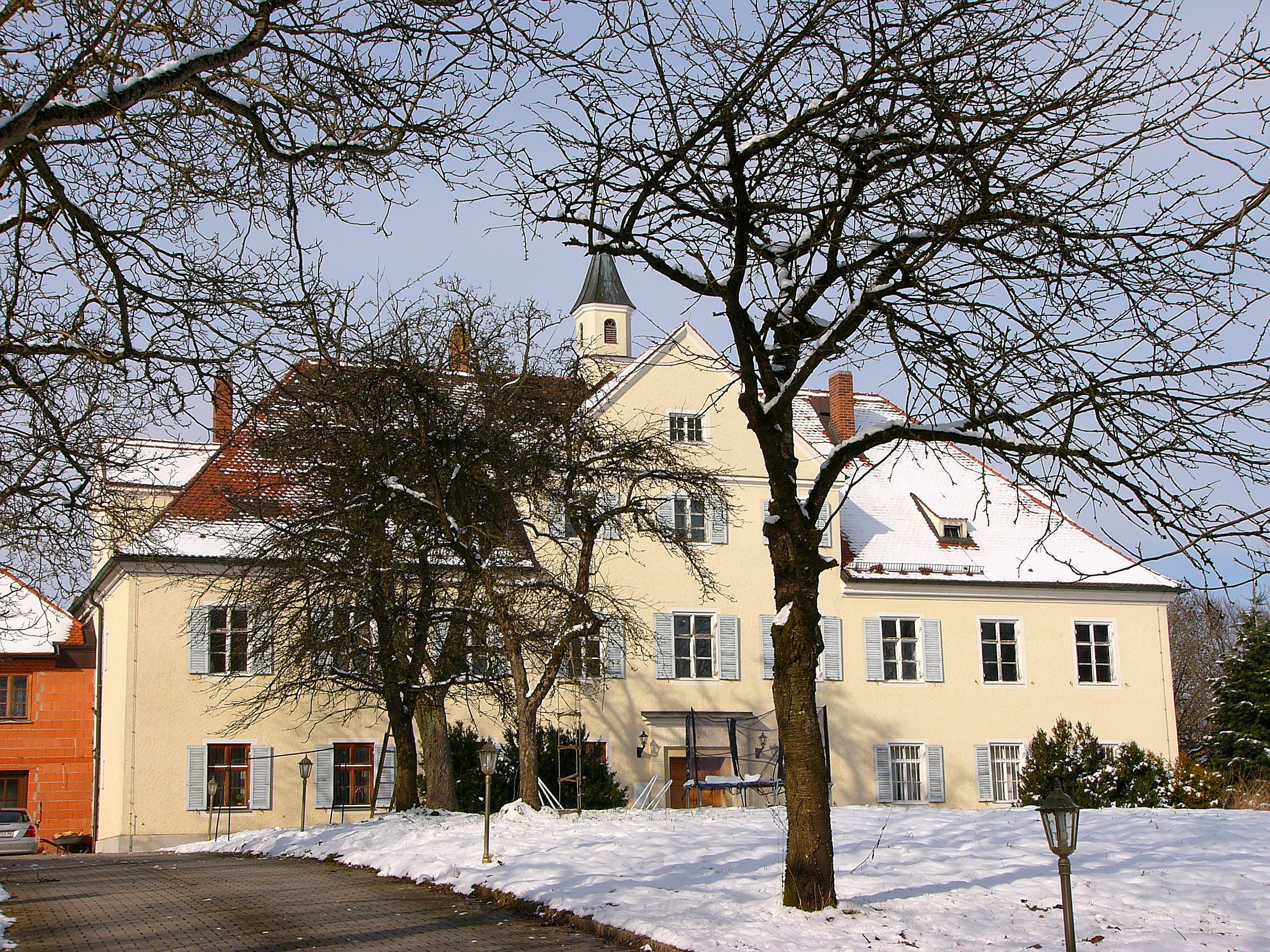
„Monischlösschen“, Landshut